# Eupoecilia kruegeriana
Eupoecilia kruegeriana is een vlinder uit de familie bladrollers (Tortricidae). De wetenschappelijke naam voor deze soort is voor het eerst geldig gepubliceerd in 1993 door Razowski.
De soort komt voor in tropisch Afrika.